# Coasta Rupturile Tanacu (sit SCI)
Coasta Rupturile Tanacu este o arie protejată (sit de importanță comunitară — SCI) din România, desemnată în scopul protejării biodiversității și menținerii într-o stare de conservare favorabilă a florei spontane și faunei sălbatice, precum și a habitatelor naturale de interes comunitar aflate în arealul zonei de protecție. Aceasta se întinde pe o suprafață de 322 ha, integral pe uscat.

## Localizare
Situl se întinde pe teritoriul administrativ al comunei Tanacu din județul Vaslui. Centrul sitului Coasta Rupturile Tanacu este situat la coordonatele 46°40′33″N 27°51′11″E / 46.675733°N 27.853089°E.

## Înființare
Situl Coasta Rupturile Tanacu (ROSCI0041) a fost declarat sit de importanță comunitară în decembrie 2007 pentru a proteja un număr necunoscut de specii din flora spontană și fauna sălbatică aflate în arealul zonei. Situl include rezervația naturală Coasta Rupturile - Tanacu.

## Biodiversitate
Situată în ecoregiunea continentală, aria protejată conține 2 habitate naturale: Tufișuri caducifoliate ponto-sarmatice, Stepe ponto-sarmatice.
La baza desemnării sitului se află un număr nedeclarat de specii protejate.
Pe lângă speciile protejate, pe teritoriul sitului au mai fost identificate 35 de specii de plante.